# Sir John Oldcastle

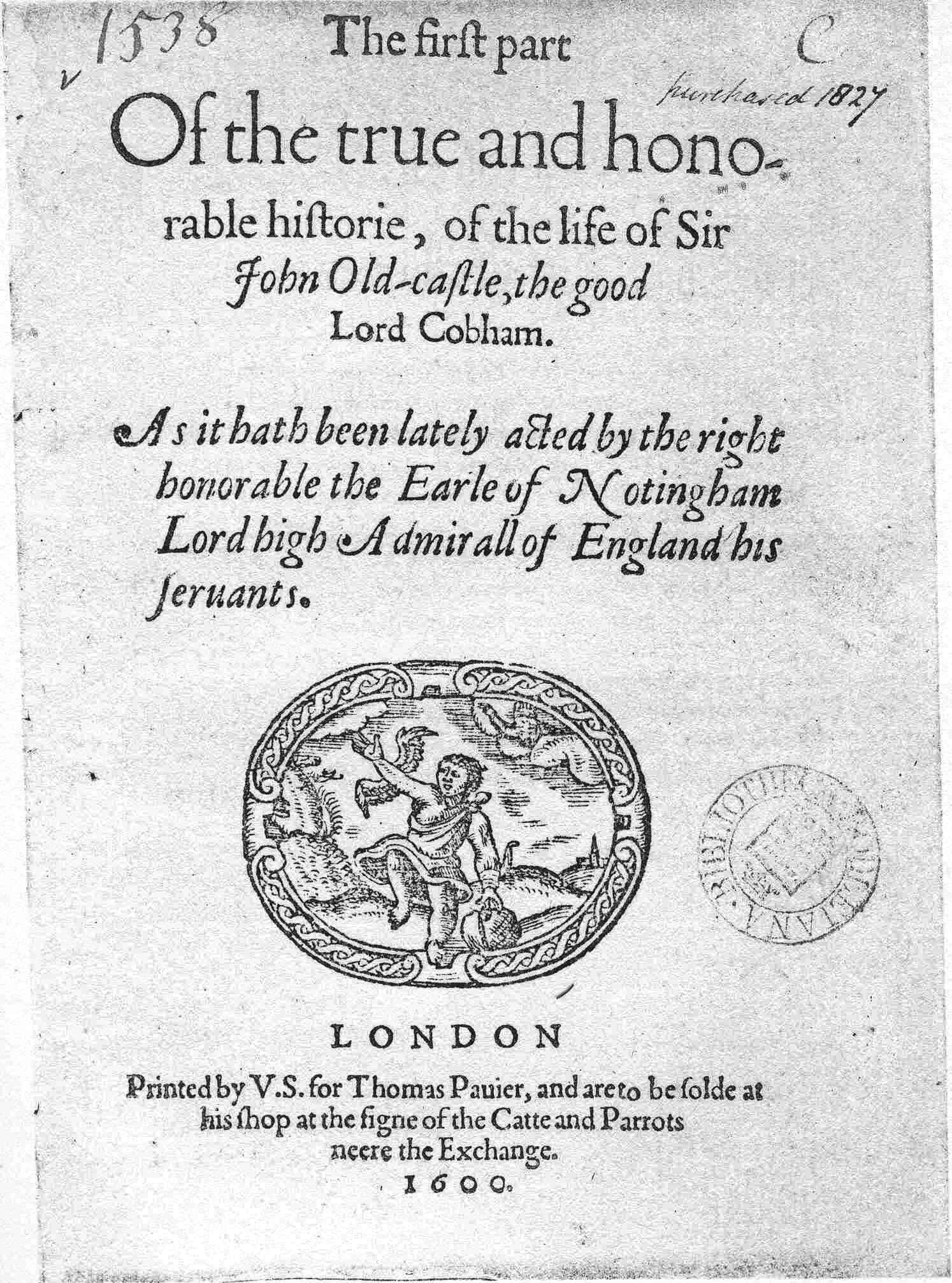
Strona tytułowa anonimowego wydania sztuki Sir John Oldcastle.

Sir John Oldcastle – sztuka napisana w XVII wieku, opisująca losy Johna Oldcastle, kontrowersyjnej postaci żyjącej w XIV wieku. Jej autorstwo było przypisywane Williamowi Shakespeare’owi, została zawarta w Fałszywym Folio. 
Po raz pierwszy została opublikowana anonimowo w 1600 roku. 
Współcześnie autorstwo przypisuje się komuś z grupy: Anthony Munday, Michael Drayton, Robert Wilson lub Richard Hathaway.